# Oued Taga
Oued Taga è un comune dell'Algeria, situato nella provincia di Batna.